# Anabacerthia
Anabacerthia és un gènere d'ocells de la família dels furnàrids (Furnariidae) que habita la selva humida de la zona Neotropical, a altituds entre 700 i 2750 metres, des de Mèxic fins a Bolívia.

## Llistat d'espècies
Se n'han descrit 5 espècies dins aquest gènere.
- Anabacerthia striaticollis - plegafulles muntanyenc.
- Anabacerthia variegaticeps - plegafulles d'ulleres.
- Anabacerthia ruficaudata - plegafulles cua-rogenc.
- Anabacerthia amaurotis - plegafulles embridat.
- Anabacerthia lichtensteini - plegafulles de pit ocraci.